# حسین نقوی
حسین نقوی (۱۲۸۰ تهران - ۱۳۴۳) قاضی بلندپایه و سناتور بود.
پدرش محمد آقا کاشانی از تجار معتبر تهران و دوستانش محمدحسین امین‌الضرب بود. در دارالفنون و مدرسه عالی حقوق تحصیل کرد. چندی به شغل معلمی زبان فرانسه در دارالفنون پرداخت و سپس به اروپا رفت و در دانشگاه پاریس در رشته حقوق درس خواند.
نقوی پس از بازگشت به ایران به استخدام عدلیه درآمد. چندی رئیس شعبه بدایت و زمانی رئیس شعبه استیناف بود. مدتی هم ریاست اداره نظارت را داشت تا اینکه به مستشاری دیوان عالی کشور برگزیده شد. در سال ۱۳۲۴ معاون وزارت دادگستری و پس از چند سال رئیس یکی از شعب دیوان عالی کشور شد.
نقوی در نخستین انتخابات مجلس سنا در سال ۱۳۲۸ به نمایندگی تهران انتخاب شد. از سناتورهای فعال و هوادار ملی شدن نفت و عضو کمیسیون مشترک نفت با مجلس شورای ملی بود. در دوره دوم مجلس سنا نیز عضویت داشت. او سرانجام بر اثر سکته قلبی درگذشت. همسرش خواهرزاده محمدحسین امین‌الضرب بود و املاک و مستغلات زیادی در تهران داشت.